# لباس سبز کیرا نایتلی
در فیلم رمانتیک کفاره (۲۰۰۷)، شخصیت سیسیلیا با بازی کیرا نایتلی در قسمتی از فیلم یک لباس پشت‌باز سبز به تن می‌کند. این لباس که توسط طراح صحنه فیلم یعنی جکلین دورن درست شده ترکیبی از طراحی مدرن و کلاسیک است و پس از نمایش فیلم مورد توجه بسیاری قرار گرفت و منتقدان و تماشاگران آن را از نظر سادگی و زیبایی ستایش کردند. دورن برای عملکرد خود نامزد جایزه اسکار شد. بسیاری از مجلات مد و سرگرمی همچون انترتینمنت ویکلی در نوشتارهای مختلف به تمجید از لباس پرداختند.